# Anthony Nigro
Anthony Nigro (Vaughan, 11 gennaio 1990) è un hockeista su ghiaccio canadese, di ruolo attaccante.

## Carriera
Anthony Nigro iniziò la sua carriera nel campionato dell'OHL: in cinque stagioni vestì le maglie di Guelph Storm e Ottawa '67. Le buone prestazioni nella lega giovanile canadese non rimasero inosservate e nel 2008 fu la 155° scelta al sesto giro del Draft NHL per i St. Louis Blues. Di seguito approdò nell'AHL, dove giocò oltre 180 partite con le maglie dei Peoria Rivermen e dei Texas Stars.
L'attaccante trascorse poi una stagione nelle file degli Idaho Steelhead in ECHL, dove in 56 partite collezionò 47 punti (17 gol e 30 assist) prima di arrivare al Gherdëina, con la cui maglia tuttavia subì un pesante infortunio durante la partita che i ladini vinsero (0-2) sul ghiaccio del Val Pusteria il 4 dicembre 2014. Da allora il giocatore, centro della prima linea gardenese, non scese più sul ghiaccio e, all'inizio del 2015, società e giocatore rescissero consensualmente il contratto.
Tuttavia, solo una settimana più tardi  venne ingaggiato per un periodo di prova (per verificarne le condizioni di salute) dall'Asiago Hockey, che aveva ceduto il suo ultimo transfer card (Taylor Carnevale) al Bolzano. In seguito, grazie al superamento delle visite mediche, venne confermato nella rosa giallorossa con la quale poi vinse lo scudetto, risultando determinante nei playoff mettendo a segno 18 punti in altrettante partite.

## Palmarès

### Club
- Campionato italiano: 1

Asiago: 2014-2015
- Supercoppa italiana: 1

Asiago: 2015
- Alps Hockey League: 1

Asiago: 2017-2018